# Nurniczek malutki
Nurniczek malutki (Aethia pusilla) – gatunek małego ptaka z rodziny alk (Alcidae). Występuje na wyspach północnego Oceanu Spokojnego, także u wybrzeży północno-wschodniej Rosji i na wyspach Alaski. Nie wyróżnia się podgatunków. Nie jest zagrożony wyginięciem.

## Występowanie
Zasięg występowania na wyspach wynosi około 65 200 km². Gniazduje wzdłuż wybrzeży na wyspach północnego Oceanu Spokojnego; w okolicach Zatoki Szelichowa i w zachodniej części Morza Ochockiego; na wyspach w rejonie karagińskim Kraju Kamczackiego, na wyspach północnego Morza Beringa (Wyspy Diomedesa, Wyspa Świętego Wawrzyńca, Wyspy Pribyłowa) oraz na terenach należących do Alaski: w okolicach Przylądka Lisburne’a, na Aleutach, niekiedy na Point Barrow. Poza okresem lęgowym rozprasza się po oceanie w okolicach wysp z południowej części zasięgu letniego i dalej na południe aż po Hokkaido.

## Morfologia
Najmniejszy spośród nurniczków. Długość ciała wynosi 14–16 cm, rozpiętość skrzydeł 33–36 cm, masa ciała około 85 g. Długość dzioba wynosi 1,482 cm, a skoku 1,9 cm. Występuje nieznaczna zmienność ubarwienia. Dziób krótki, czerwony; tęczówki białe. Czoło pokryte nieregularnymi, białymi pasami. Za okiem biały bas (niekiedy niewyraźny). Gardło brudnobiałe. Wierzch głowy i ciała, broda, skrzydła z wyjątkiem początków lotek oraz sterówki ciemnoszare. Pierś upierzona różnorodnie, od niemal całej szarej w nieregularne, białe plamy po białawą w nieregularne szare pasy lub plamy. Stopy jasnoszare.

## Pożywienie
Żywi się małymi skorupiakami (jak np. przedstawiciele rodzaju Neocalanus oraz Calanus marshallae z rodziny Calanidae), które łapie w trakcie nurkowania. Podobny pokarm (głównie widłonogi) otrzymują pisklęta.

## Lęgi
Przed sezonem lęgowym nurniczki malutkie badane w latach 1988 i 1989 traciły odpowiednio 7% i 4% masy ciała. Badania przeprowadzane były na Saint Paul Island na Alasce. Masa ciała powróciła do normy po wykluciu się piskląt. Przypuszczalnie służy to zmniejszeniu kosztów energetycznych lotu. Gatunek monogamiczny, tworzy kolonie lęgowe mogące liczyć ponad 100 000 par. Okres składania jaj przypada na maj i czerwiec. Gniazdo stanowi zagłębienie w ziemi. Składa jedno białe jajo o wymiarach około 39×28 mm. Inkubacja trwa 28–36 dni; wysiadują oba ptaki z pary. Pisklęta są w pełni opierzone po 26–31 dniach. Dojrzałość płciową nurniczki malutkie uzyskują w wieku 3 lat. Długość życia wynosi około 4,5 roku.

## Status
Międzynarodowa Unia Ochrony Przyrody (IUCN) uznaje nurniczka malutkiego za gatunek najmniejszej troski (LC – Least Concern) nieprzerwanie od 1988 roku. W 2019 roku organizacja Partners in Flight szacowała liczebność populacji na około 20 milionów dorosłych osobników. Trend liczebności uznawany jest za spadkowy ze względu na drapieżnictwo gatunków inwazyjnych oraz utratę dostępu do źródeł pożywienia wskutek zmian klimatu.